# Chatam Sofer
Chatam Sofer (hebrejsky החתם סופר‎ či חת״ם סופר‎, též חת״ס‎), vlastním jménem Moše Schreiber (24. září 1762, Frankfurt nad Mohanem – 3. října 1839, Bratislava) byl židovský učenec 19. století, spisovatel a učitel.

## Život
Narodil se do silně věřící rodiny. Působil ve Strážnici na jižní Moravě. Po studiu v Mohuči vyhrál volbu nového bratislavského rabína, kterým byl 33 let. Během toho ještě vedl bratislavskou ješivu, kde během svého působení odchoval přes 120 žáků (například rabi Šimon Sidon). Během napoleonského obléhání Bratislavy odešel do Svätého Jura. Během svého života napsal 90 prací a množství dalších dokumentů. Byl pohřben na starém židovském hřbitově v Bratislavě, který je znám jako Mauzoleum Chatama Sofera.

## Pojmenované po něm
Je zachycen na příležitostné poštovní známce z roku 1994. Její nominální hodnota je 5 Sk. Jeho jméno také nese pamětní medaile, kterou uděluje Muzeum židovské kultury v Bratislavě. Též je po něm pojmenován film Rabín Chatam Sofer z roku 2001. V roce 2012 emitovala Národní banka Slovenska na jeho počest sběratelskou minci. Je po něm pojmenována zastávka bratislavské tramvaje.